# Novel·la de l'oest

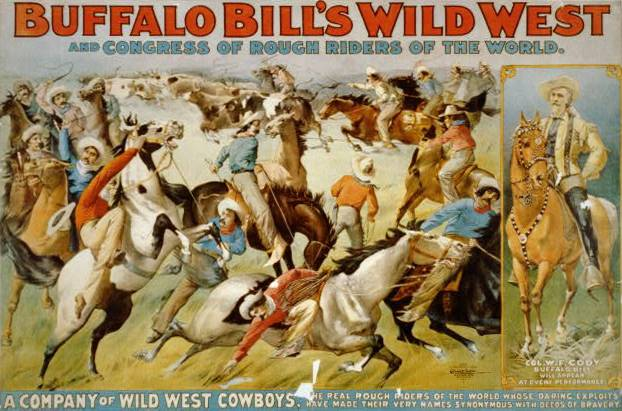
Cartell que anuncia l'espectacle de Buffalo Bill

La novel·la de l'oest és un gènere literari narratiu de la literatura popular o de consum, ambientat generalment al segle xix i als Estats Units d'Amèrica, durant el període d'expansió d'aquesta nació cap a l'anomenat far west (el «llunyà oest»), amb importants derivacions cinematogràfiques o en la historieta gràfica.

## Concepte
Els seus personatges característics són el pioner, el xèrif, els cow-boys, el bandit o pistoler, el tahúr, l'hisendat ramader d'ovelles o caps de bestiar, els indis, els mexicans, els militars sudistes o nordistes, els cercadors d'or, els ranxers, els predicadors, les noies alegres del Saloon i tots els tòpics forjats pels creadors del gènere, James Fenimore Cooper, autor de l'últim dels mohicans (1826) i Washington Irving en els seus Western Journals (1832), els escriptors costumistes del Realisme nord-americà Francis Bret Afarti i Mark Twain, l'alemany Karl May i el veritable iniciador del gènere, Owen Wister, amb la seva novel·la El Virginiano (1902). En general, la novel·la de l'oest intenta exemplificar la ideologia de la Destí manifest i no va més enllà, ja que la seva intenció fonamental és la d'entretenir, com sol passar en la novel·la d'aventures, de la qual és un dels més importants subgèneres.
Alguns crítics pensen que aquest gènere literari només serveix com a origen i font d'un gènere cinematogràfic superior, el western. El cinema ho amplifica i se'n apropia atorgant-li una major dignitat, mentre que el western literari és normalment de poca qualitat en comparació amb la seva versió cinematogràfica, que aconsegueix gran nivell artístic.